# Hippotion johanna
Hippotion johanna är en fjärilsart som beskrevs av Kirby 1877. Hippotion johanna ingår i släktet Hippotion och familjen svärmare. Inga underarter finns listade i Catalogue of Life.